# Pandariya
Pandariya là một thị xã và là một nagar panchayat của quận Kawardha thuộc bang Chhattisgarh, Ấn Độ.

## Nhân khẩu
Theo điều tra dân số năm 2001 của Ấn Độ, Pandariya có dân số 12.453 người. Phái nam chiếm 51% tổng số dân và phái nữ chiếm 49%. Pandariya có tỷ lệ 59% biết đọc biết viết, thấp hơn tỷ lệ trung bình toàn quốc là 59,5%: tỷ lệ cho phái nam là 69%, và tỷ lệ cho phái nữ là 48%. Tại Pandariya, 16% dân số nhỏ hơn 6 tuổi.